# Csöre
A Csöre női név az Erzsébet újabban önállósult beceneve.

## Rokon nevek
Erzsébet, Babett, Babetta, Béta, Betta, Betti, Bettina, Böske, Eliz, Eliza, Elizabet, Ella, Elza, Ilze, Iza, Izabel, Izabell, Izabella, Lili, Liza, Lizavéta, Lizett, Lizetta, Lizi, Örzse, Szavéta, Véta, Zsóka

## Gyakorisága
Az újszülötteknek adott nevek körében az 1990-es években szórványos volt. A 2000-es és a 2010-es években sem szerepelt a 100 leggyakrabban adott női név között.
A teljes népességre vonatkozóan a Csöre sem a 2000-es, sem a 2010-es években nem szerepelt a 100 leggyakrabban viselt női név között.

## Névnapok
november 19.